# 加斯库埃尼亚
加斯库埃尼亚，是西班牙卡斯蒂利亚-拉曼恰昆卡省的一个市镇。总面积52平方公里，总人口149人（2001年），人口密度3人/平方公里。